# Honrubia
Honrubia è un comune spagnolo di 1 650 abitanti situato nella comunità autonoma di Castiglia-La Mancia.